# Pseudosynaleurodicus nigrimarginatus
Pseudosynaleurodicus nigrimarginatus là một loài côn trùng cánh nửa trong họ Aleyrodidae, phân họ Aleurodicinae.
Pseudosynaleurodicus nigrimarginatus được Gillespie miêu tả khoa học đầu tiên năm 2006.